# Traumnovelle
Traumnovelle (em Portugal: História de um Sonho, e no Brasil: Breve Romance de Sonho), é uma novela de 1926 do escritor austríaco Arthur Schnitzler. O livro trata dos pensamentos e das transformações psicológicas do Doutor Fridolin durante dois dias após sua esposa confessar ter tido fantasias sexuais envolvendo outro homem. Nesse curto espaço de tempo, ele conhece muitas pessoas que dão pistas sobre o mundo que Schnitzler cria. Isso culmina no baile de máscaras, um evento de identidade mascarada, sexo, e perigo para o Doutor Fridolin, o estranho.
Foi publicado pela primeira vez em fascículos na revista Die Dame entre dezembro de 1925 e março de 1926. A primeira edição do livro apareceu em 1926 na S. Fischer Verlag.  A mais conhecida das adaptações cinematográficas é o filme Eyes Wide Shut, de 1999, do diretor-roteirista Stanley Kubrick e do co-roteirista Frederic Raphael, embora faça alterações significativas no cenário. Antes deste filme, foi adaptado para a televisão austríaca em 1969, como um filme italiano intitulado Il cavaliere, la morte e il diavolo em 1983, e como um filme italiano de baixo orçamento intitulado Nightmare in Venice em 1989.
O livro pertence ao período do movimento decadente em Viena após a virada do século XX.

## Enredo
Traumnovelle se passa na Viena do início do século XX durante o carnaval. O protagonista da história é Fridolin, um médico bem-sucedido de 35 anos que mora com sua esposa Albertina (também traduzida como Albertine) e sua filha.
Uma noite, Albertina confessa que no verão anterior, enquanto estavam de férias na Dinamarca, ela teve uma fantasia sexual com um jovem oficial militar dinamarquês. Fridolin então admite que durante as mesmas férias se sentiu atraído por uma jovem garota na praia. Mais tarde naquela noite, Fridolin é chamado ao leito de morte de um paciente importante. Ao encontrar o homem morto, ele fica chocado quando a filha do homem, Marianne, professa seu amor por ele. Inquieto, Fridolin sai e começa a andar pelas ruas. Embora tentado, ele recusa a oferta de uma jovem prostituta chamada Mizzi.
Ele encontra seu velho amigo Nachtigall, que diz a Fridolin que tocará piano em uma orgia secreta da alta sociedade naquela noite. Intrigado, Fridolin consegue máscara e fantasia e segue Nachtigall até a festa em uma residência particular. Fridolin fica chocado ao encontrar vários homens com máscaras e fantasias e mulheres nuas apenas com máscaras envolvidas em diversas atividades sexuais. Quando uma jovem o avisa para ir embora, Fridolin ignora seu apelo e logo é exposto como um intruso. A mulher então anuncia à multidão que se sacrificará por Fridolin, e ele poderá partir.
Ao voltar para casa, Albertina acorda e descreve um sonho que teve: enquanto fazia amor com o oficial dinamarquês a partir de suas fantasias sexuais, ela assistiu sem simpatia Fridolin ser torturado e crucificado diante de seus olhos. Fridolin fica indignado porque acredita que isso prova que sua esposa quer traí-lo. Ele resolve perseguir suas próprias tentações sexuais.
No dia seguinte, Fridolin descobre que Nachtigall foi levado por dois homens misteriosos. Ele então vai até a loja de fantasias para devolver sua fantasia e descobre que o dono da loja está prostituindo sua filha adolescente com vários homens. Ele encontra o caminho de volta para onde a orgia aconteceu na noite anterior; antes de poder entrar, ele recebe um bilhete endereçado a ele pelo nome, avisando-o para não prosseguir com o assunto. Mais tarde, ele visita Marianne, mas ela não demonstra mais interesse por ele. Fridolin procura Mizzi, a prostituta, mas não consegue encontrá-la. Ele lê que uma jovem foi envenenada. Suspeitando que ela seja a mulher que se sacrificou por ele, ele vê o cadáver da mulher no necrotério, mas não consegue identificá-la.
Fridolin volta para casa naquela noite e encontra Albertina dormindo, com a máscara da noite anterior colocada no travesseiro ao seu lado da cama. Ao acordar, Fridolin confessa todas as suas atividades. Depois de ouvir em silêncio, Albertina o conforta. Fridolin diz que isso nunca mais acontecerá, mas Albertina diz para ele não olhar muito para o futuro e que o importante é que eles tenham sobrevivido às aventuras.
A história termina com eles cumprimentando o novo dia com a filha.

## Adaptações
- Traumnovelle é uma adaptação cinematográfica para a televisão austríaca de 1969, dirigida por Wolfgang Glück.[4]
- Il cavaliere, la morte e il diavolo é uma adaptação cinematográfica italiana de 1983.[5]
- Um filme italiano de baixo orçamento intitulado Nightmare in Venice foi adaptado de Traumnovelle em 1989. Foi dirigido por Mario Bianchi, conhecido principalmente por suspenses eróticos de baixo orçamento.[6]
- O filme de Stanley Kubrick, Eyes Wide Shut, de 1999, estrelado por Tom Cruise, Nicole Kidman e Sydney Pollack é a adaptação mais conhecida. É modernizado e americanizado, ambientado na cidade de Nova York em 1999, durante a época do Natal, e não em Viena de 1900, durante o Mardi Gras.[7]
- Jakob Hinrichs fez uma adaptação para história em quadrinhos de Traumnovelle em 2012.[8]
- Uma leitura dramática do livro de Paul Rhys foi transmitida pela BBC Radio 7 e, em 2021, pela BBC Radio 4 Extra como Dream Story.

## Traduções em inglês
- 2004, EUA, Green Integer ISBN 1-931243-48-4, Data de publicação em 1 de julho de 2004, paperback (Eng. trans)
- 2004, RU, Penguin Books ISBN 0-14-118224-5, Data de publicação em 6 de agosto de 2004, paperback (Eng. trans. by J.M.Q. Davies)